# Estación de Ruzafa
Ruzafa (oficialmente y en valenciano, Russafa) es una estación de tranvía subterránea perteneciente a la red de Metrovalencia, ubicada en el barrio homónimo, en el municipio español de Valencia. La estación posee servicios de la línea 10 de metro. A diferencia del resto de las estaciones de la línea, esta destaca por estar dividida en dos pisos.

## Estructura
Es una estación subterránea dividida en dos pisos por las dificultades técnicas y arqueológicas, al igual que la estación de Xàtiva. Por el piso superior circularán los trenes en dirección Alicante, mientras que por el piso inferior circularán los trenes en dirección Nazaret. Se prevé una frecuencia de 7,5 minutos en dirección Alicante y Ciudad de las Artes i Ciencias-Justicia, mientras que entre Alicante y Nazaret será de 15 minutos.

## Accesos
La estación posee un único acceso frente a la Escuela de Artesanos, en la Av. del Reino de Valencia en forma de triángulo. Dispone de escaleras, escaleras mecánicas y ascensor.